# Powiat trzcianecki
Powiat trzcianecki (w latach 1948–1958 powiat pilski) – powiat istniejący na terenie Polski w latach 1945–1946 i 1948–1975 (de facto od 1951) na terenie obecnych powiatów czarnkowsko-trzcianeckiego i pilskiego (woj. wielkopolskie). Jego ośrodkiem administracyjnym była Trzcianka.
W 1945 roku niemiecki powiat Netzekreis przypadł Polsce i został przekształcony w powiat trzcianecki. Powiat wszedł w skład tzw. Okręgu III – Pomorze Zachodnie.
25 września 1945 powiat został powierzony administracji wojewody poznańskiego.
28 czerwca 1946 z obszaru dotychczasowego powiatu trzcianeckiego oraz z obszaru powiatu grodzkiego Piła (któremu odebrano ten status) utworzono nowy powiat pilski w województwie poznańskim z siedzibą w Pile. W 1948 roku wyłączono z niego Piłę. W 1951 roku siedzibę powiatu pilskiego przeniesiono do Trzcianki. Na mocy rozporządzenia Rady Ministrów z 15 grudnia 1958 powiat pilski przemianowano na powiat trzcianecki z dniem 1 stycznia 1959.
Oprócz miasta Trzcianka powiat obejmował gminę Trzcianka, miasto Krzyż (obecnie Krzyż Wielkopolski), gminę Krzyż oraz prawobrzeżne części (od rzeki Noteć) dzisiejszych gmin Czarnków, Wieleń i Ujście (dawne gminy Biała, Dzierżążno Wielkie, Jędrzejewo, Krzyż, Kuźnica Czarnkowska, Kuźnica Żelichowska, Niekursko, Siedlisko i Wieleń Północny, samo miasto Wieleń było w powiecie czarnkowskim).

## Propozycja reaktywacji powiatu trzcianeckiego
Po reformie administracyjnej w 1975 roku terytorium powiatu weszło w skład nowego województwa pilskiego. Powiatu nie przywrócono w roku 1999, lecz powstał powiat czarnkowsko-trzcianecki, obejmujący tereny powojennych powiatów czarnkowskiego i powiatu trzcianeckiego (oprócz prawobrzeżnej części gminy Ujście). Siedzibą starostwa powiatowego został Czarnków.
Pod koniec 2017 r. w Trzciance zawiązał się społeczny komitet na rzecz reaktywacji powiatu trzcianeckiego. Według projektu miałby obejmować część obecnego powiatu czarnkowsko-trzcianeckiego, tj. miasta i gminy: Trzcianka, Wieleń, Krzyż Wielkopolski oraz gminę Drawsko. Po akcji zbierania podpisów przeprowadzono miejsko-gminne referendum na odłączenia się Trzcianki od powiatu czarnkowsko-trzcianeckiego. 97% głosów było za odłączeniem, oraz ok. 3% głosów przeciw. Referendum nie miało jednak mocy prawnej.